# Etanercept
Etanercépt, na trgu pod zaščitenim imenom Enbrel in drugimi, je biološko zdravilo, ki se uporablja za zdravljenje nekaterih avtoimunskih bolezni (revmatoidni artritis juvenilni idiopatični artritis, psoriatični artritis, ankilozirajoči spondilitis in luskavica). Deluje kot zaviralec TNF. Etanercept je fuzijski protein, pridobljen s tehnologijo rekombinantne DNK.
Gre za veliko molekulo z molekulsko maso 150 kDa. Veže se na TNFα in zavre njegovo delovanje ter s tem ublaži prekomerne vnetne procese v telesu, ki se pojavljajo na primer pri avtoimunskih boleznih. Uvrščen je na seznam osnovnih zdravil Svetovne zdravstvene organizacije, na katerem so zdravila, bistvena za zagotavljanje osnovne zdravstvene oskrbe.

## Mehanizem delovanja
Etanercept je popolnoma humaniziran topni receptor za dejavnik tumorske nekroze alfa (TNFα), ki se veže na TNFα in ga s tem inaktivira ter zavre njegovo delovanje. TNFα je eden od najpomembnejših vnetnih posrednikov, prisoten v vsakem vnetnem procesu. Kompleks, ki nastane z vezavo etanercepta na molekulo TNFα, se razgradi v procesu imunske razgradnje.

## Varnost
TNFα ima poleg svoje provnetne vloge pri avtoimunskih boleznih tudi pomembno vlogo pri obrambi pred okužbami. Zaviranje njegovega delovanja lahko zato poveča dovzetnost za okužbe; maja 2008 je ameriški Urad za prehrano in zdravila izdal opozorilo glede uporabe etanercepta zaradi pojavljanja številnih primerov hudih okužb, povezanih z zdravljenjem s tem zdravilom. Med drugim lahko pride do hudih okužb in sepse (lahko tudi  s smrtnim izidom). Poročali so na primer o reaktivaciji latentne tuberkuloze in hepatitisa B.